# Peter Mankoč
Peter Mankoč, född 4 juli 1978 i Ljubljana, är en slovensk elitsimmare. Han är en av Sloveniens främsta simmare genom tiderna, och en av de mest framgångsrika vid europamästerskapen i kortbanesimning. 
Peter Mankoč har deltagit i tre olympiska spel, 1996, 2000 och 2004. Hans bästa resultat är en 13:e plats från olympiska sommarspelen 2004 i Aten, där han slutade på en trettonde plats i frisim. Han har också deltagit i fyra världsmästerskap, mellan åren 2001-2007. Hans bästa resultat i VM-sammanhang är en åttonde plats från 100 meter fjärilsim 2007, och en sjunde plats från medleytävlingen 2003. Mankoč har även deltagit i 11 europamästerskap i kortbanesimning, där han har tagit 17 medaljer på 26 finaldeltaganden. 